# Connexions
Connexions est un dépôt de ressources éducatives pour tout niveau scolaire alimenté par des volontaires. La plateforme web est offerte et maintenue par l'université Rice aux États-Unis. Les ouvrages, publiés sous CC-BY, sont gratuits, peuvent être modifiés à volonté et sont diffusés en différents formats électroniques.
Fondé en 1999 par le professeur Richard Baraniuk, Connexions applique une approche selon laquelle les ressources éducatives devraient être partagées, ré-utilisées, recombinées, interreliées et continuellement enrichies. C'est l'une des premières ressources éducatives libres qui s'est établies presque en même temps que MIT OpenCourseWare et Public Library of Science.